# Göran Sjövall
Per Gustaf Göran Sjövall, född 2 mars 1933 i Katarina församling i Stockholms stad, död 4 maj 2009 i Bergs församling i Västra Götalands län, var en svensk militär.

## Biografi
Sjövall avlade officersexamen vid Krigsskolan 1957 och utnämndes samma år till fänrik vid Livregementets husarer, där han befordrades till ryttmästare 1967. Han utnämndes till kapten i Generalstabskåren 1970, tjänstgjorde vid Försvarsstaben 1970–1973, befordrades till major 1972 och var lärare vid Militärhögskolan 1973–1974. Han befordrades till överstelöjtnant vid Livregementets husarer 1974, varefter han var chef för Sektion 2 i staben i Västra militärområdet från 1977 till 1979 eller 1980. År 1982 befordrades Sjövall till överste, varefter han var arméattaché vid ambassaderna i Warszawa och Moskva 1982–1985 och chef för Livregementets husarer 1985–1993.
Göran Sjövall var son till direktör Inge Sjövall och Margit Eriksén.  Han gifte sig 1961 med Marianne Svenfelt (född 1940).